# Буйнов, Николай Васильевич
Николай Васильевич Буйнов (1923—1977) — гвардии лейтенант Советской Армии, участник Великой Отечественной войны, Герой Советского Союза (1945).

## Биография
Николай Буйнов родился 28 декабря 1923 года в деревне Крюковка (ныне — Тёпло-Огарёвский район Тульской области) в крестьянской семье. Получил начальное образование, работал слесарем в автомобильном гараже. В ноябре 1941 года был призван на службу в Рабоче-крестьянскую Красную Армию. В 1943 году Буйнов окончил курсы младших лейтенантов. С августа 1943 года — на фронтах Великой Отечественной войны. К июлю 1944 года гвардии младший лейтенант Николай Буйнов командовал взводом роты автоматчиков 7-й гвардейской механизированной бригады 3-го гвардейского механизированного корпуса 1-го Прибалтийского фронта. Отличился во время освобождения города Елгава Латвийской ССР.
28 июля 1944 года Буйнов одним из первых в своём подразделении ворвался в Елгаву. Во время боёв за город он лично уничтожил около 20 вражеских солдат и офицеров. В ходе отражения немецкой контратаки сумел подбить тяжёлый танк при помощи связки гранат.
Указом Президиума Верховного Совета СССР от 24 марта 1945 года младший лейтенант Николай Буйнов был удостоен высокого звания Героя Советского Союза с вручением ордена Ленина и медали «Золотая Звезда».
В 1946 году в звании лейтенанта Буйнов был уволен в запас. Проживал в Москве, работал электромонтёром на одном из заводов. Скончался 28 декабря 1977 года.
Был также награждён орденами Октябрьской Революции, Отечественной войны 2-й степени и Красной Звезды, а также рядом медалей.